# Куліков Петро Мусійович
Петро Мусійович Куліко́в (4 березня 1952 село Тали, Кантемирівський район, Воронезька область, Росія) — український науковець та педагог. Професор, доктор економічних наук, Голова Вченої ради Київського національного університету будівництва і архітектури (з 2012). Почесний академік Національної академії педагогічних наук України (2020), лауреат Державних премій України в галузі науки і техніки (2008), освіти (2013). Заслужений працівник освіти України (2013), голова ради ректорів Київського вузівського центру, голова Громадської організації "Спілка ректорів закладів вищої освіти України", віцепрезидент Конфедерації будівельників України (з 2020), Віце-президент Будівельної палати та Академії будівництва України.

## Життєпис
Народився 4 березня1952 року у селі Тали, Кантемирівського району, Воронезької області Росії.
У 1971 р. закінчив Технічне училище № 53 в місті Сєвєродонецьк.
У 1979 р. закінчив Київський інженерно-будівельний інститут.
Після завершення навчання, працював майстром, виконробом, начальником дільниці, головним інженером будівельного управління № 2, начальником будівельного управління тресту Київміськбуд № 1 та начальником будівельно монтажного управління в домобудівельному комбінаті № 4 Головкиївміськбуду.
У 1991—1993 рр. — працює на посадах заступника проректора, директора ВО «Прогрес» Київського політехнічного інституту.
З 1993 по 2013 роки працює в Міністерстві освіти і науки України: директором ДП «Освіта», начальником управління розвитку і матеріального будівництва, начальником головного управління розвитку та фінансового контролю, директором департаменту економіки та соціального розвитку, заступником міністра науки та освіти — керівником апарату.
У 2012 обраний на посаду ректора Київського національного університету будівництва і архітектури.

## Наукова діяльність
Автор понад 170 науково-методичних публікацій. Очільник Спеціалізованої ради університету з захисту дисертацій. Керує науково-виробничою лабораторією з випробувань будівельних матеріалів. Основний науковий напрямок — економіка підприємства.

## Нагороди
- Повний кавалер Ордену «За заслуги»[4]

### декларація
- Куліков П.М [Архівовано 11 листопада 2021 у Wayback Machine.]// Електронна декларація